# Ana Flisser Steinbruch
Ana Flisser Steinbruch (Ciudad de México, 1944), es una bióloga mexicana, doctora e Investigadora cuyo trabajo se ha dedicado al estudio y control de la cisticercosis.

## Trayectoria
Estudió Biología en la Facultad de Ciencias de la Universidad Nacional Autónoma de México y es Doctora en Ciencias por la Escuela Nacional de Ciencias Biológicas. Actualmente es Investigadora titular de tiempo completo en el departamento de Microbiología y Parasitología y Coordinadora del Plan de Estudios Combinados en Medicina (PECEM), en la Facultad de Medicina en la Universidad Nacional Autónoma de México.
Es miembro del Sistema Nacional de Investigadores (SNI) con el nivel III. Junto a su hermano Manuel Flisser crearon el Premio Lola e Igo Flisser-PUIS, el cual reconoce a investigadores mexicanos, su objetivo es promover, reconocer y fomentar en los estudiantes de doctorado la investigación en parasitología.
En 1990 fue la Primera Vicepresidenta de la World Federation of Parasitologists y Presidenta de la Sociedad Mexicana de Parasitología 2005-2007.

## Publicaciones
Ha escrito 193 artículos, 3 libros como autora y coautora, 62 capítulos y 8 libros como coautora.

## Premios
- Premio Nacional de Ciencias, otorgado por el CECYT de Puebla.[5]
- The van Thiel Lecture, Association Institute of Tropical Medicine, en Róterdam-Leiden en Holanda.[5]
- Premio PAHO Award for Administration otorgado por la Organización Panamericana de la Salud.[5]
- Premio Universidad Nacional en el área de Investigación en ciencias naturales, 2011.[5]
- Premio Carlos Slim en Salud 2015 en la categoría Trayectoria en Investigación.[2]
- Premio en Administración, Organización Panamericana de la Salud, 1999.
- Premio “Instituto Cultural México-Israel 99” México DF 1999.
- Programa de Primas al Desempeño del Personal Académico de Tiempo Completo (PRIDE) UNAM, Nivel D, 1998-.